# Colom bru alablanc
El colom bru alablanc (Petrophassa albipennis) és una espècie d'ocell de la família dels colúmbids (Columbidae) que habita penya-segats i zones rocoses australianes, al nord-oest d'Austràlia Occidental.